# Powstanie Chmielnickiego

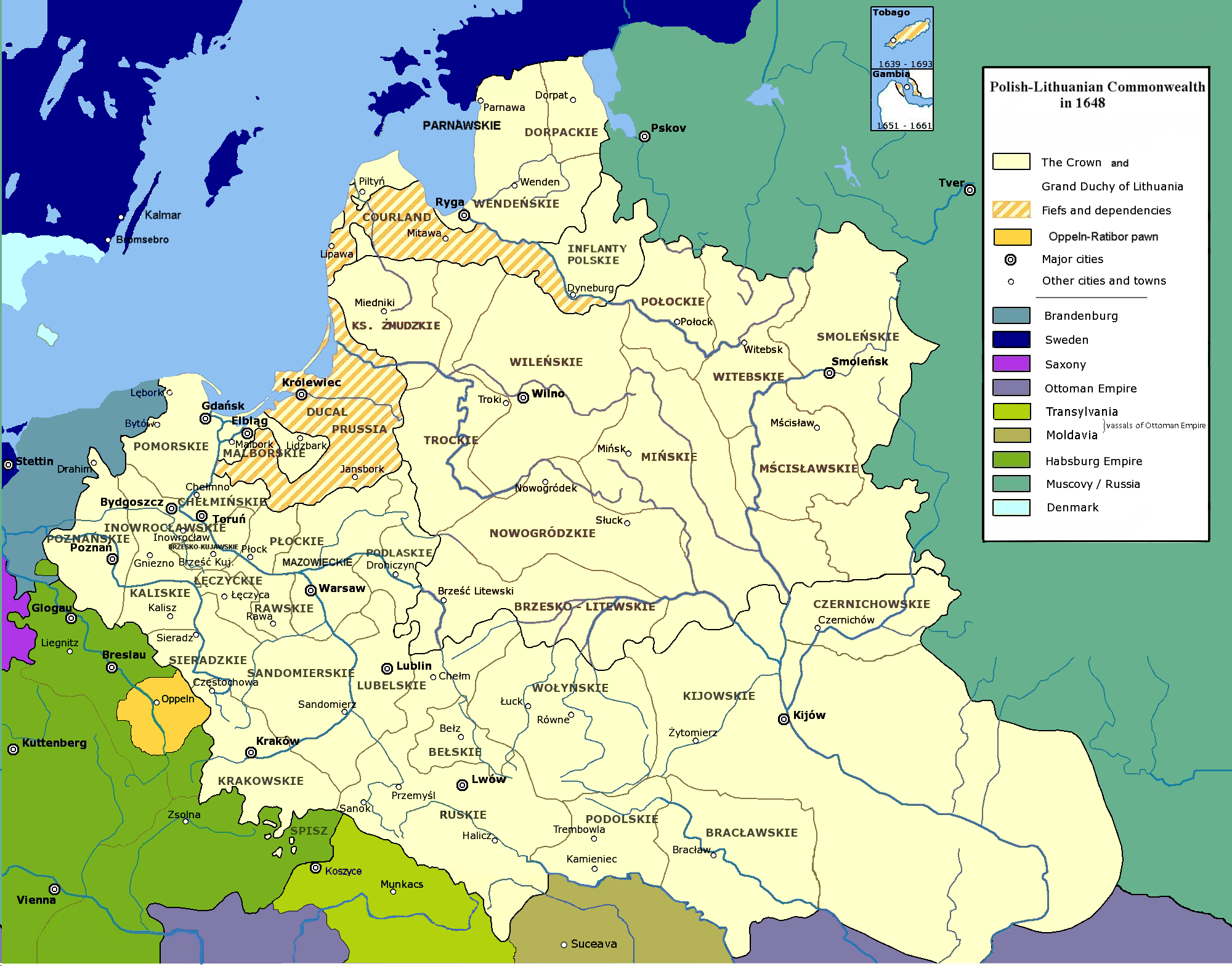
Rzeczpospolita w 1648 r.

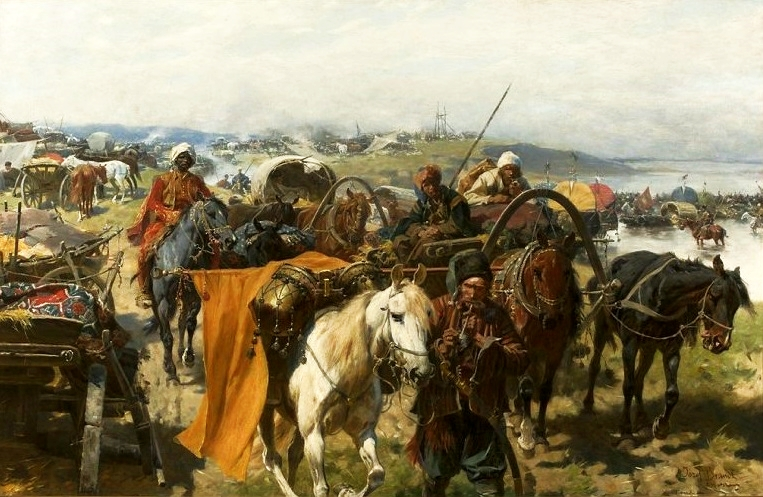
Józef Brandt, Obóz Zaporożców

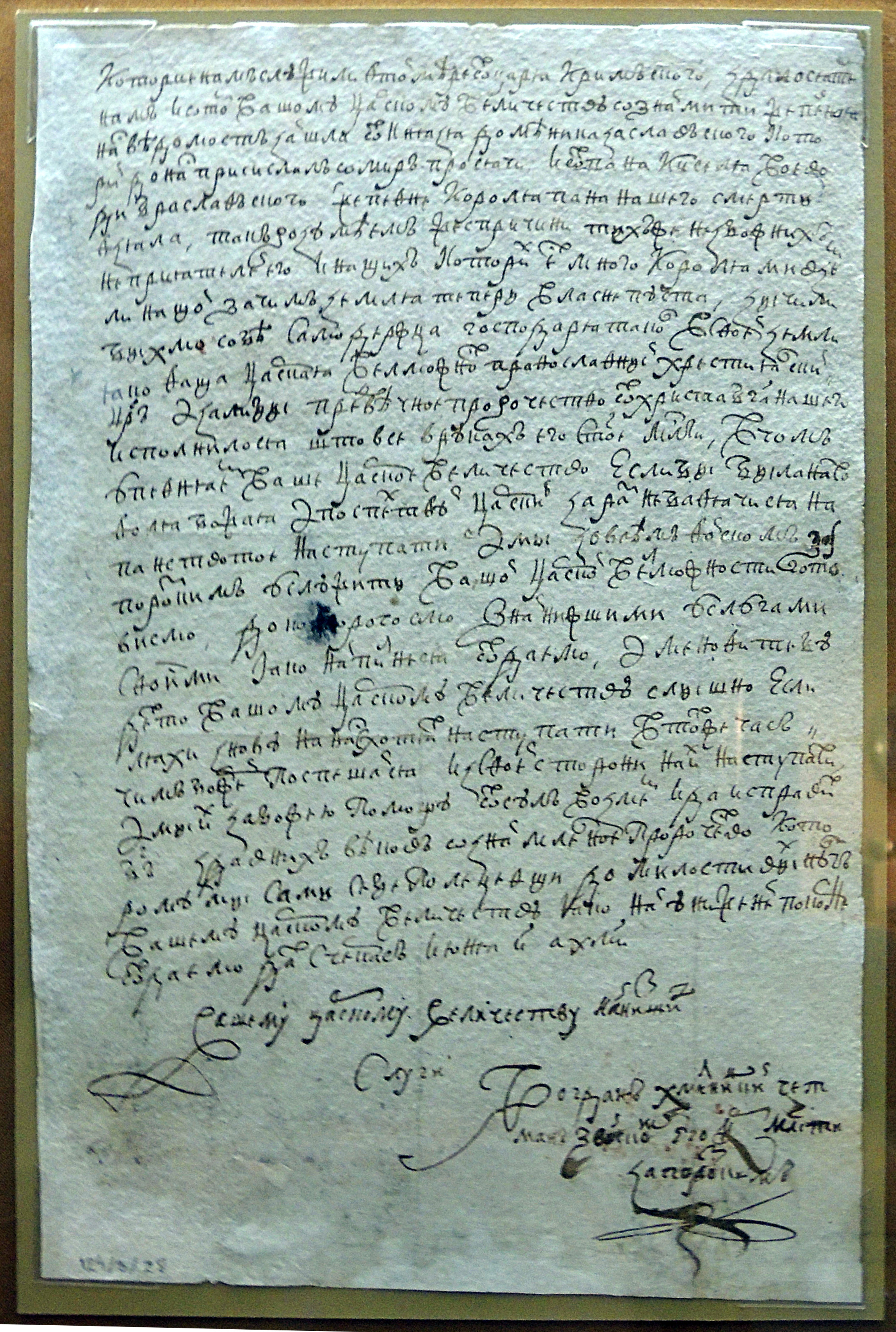
List hetmana Bohdana Chmielnickiego do cara Aleksieja Michajłowicza, w którym donosi o zwycięstwie nad Polakami i przedkłada prośbę kozaków zaporoskich o poddanie się Carstwu Rosyjskiemu, Czerkasy, 8 czerwca 1648 roku

Powstanie Chmielnickiego – powstanie Kozaków Zaporoskich i chłopstwa ruskiego pod przywództwem hetmana kozackiego Bohdana Chmielnickiego przeciwko Rzeczypospolitej. Nabrało wymiaru wojny chłopskiej i trwało w latach 1648–1657.

## Geneza

### Tło społeczno-gospodarcze
Społeczeństwo ruskie było bardzo zróżnicowane. Najniżej stało chłopstwo, czyli czerń. Była to warstwa niejednolita, złożona głównie z miejscowych, a częściowo ze zruszczonych chłopów – zbiegów m.in. z Korony i innych okolicznych ziem. Czysto ruskie mieszczaństwo właściwie nie istniało – miasta zamieszkiwali głównie kupcy ormiańscy i Żydzi, a także Polacy. Do roli elity aspirowali Kozacy, wśród których też rysowały się widoczne podziały: kozacy rejestrowi znajdowali się na żołdzie Rzeczypospolitej, a często dysponowali też szlachectwem. Kozacy, którzy nie zaciągnęli się do rejestru, byli traktowani dużo gorzej – często magnaci próbowali ich zepchnąć w szeregi chłopstwa pańszczyźnianego. Właściwe rządy sprawowały rody magnackie (gł. Wiśniowieccy, Zasławscy, Ostrogscy), złożone ze spolonizowanej szlachty ruskiej i zarządzające ogromnymi latyfundiami. Ich polonizacja motywowana była często ambicjami politycznymi i nieodłącznie związana z porzuceniem prawosławia.
W XVII wieku kolonizacja Ukrainy przyciągała dużą liczbę osadników. Mogli oni liczyć na lepsze warunki niż w innych częściach Rzeczypospolitej; inwentarze dóbr szlacheckich z XVI wieku nie wymieniają na przykład wśród powinności chłopów pańszczyzny, innych powinności wobec szlachty nie było wiele, co miało służyć zmotywowaniu osadników do przybywania na te tereny. Z czasem, gdy osadników przybywało, właściciele ziemscy zwiększali wymiary powinności, budziło to opór chłopów i motywowało do ucieczki na Zaporoże i wstąpienia do oddziałów kozackich. Majątki największych rodów magnackich rozrastały się dynamicznie, w okresie od 1630 do 1645 roku majątek rodu Wiśniowieckich wzrósł z 616 do 38 tys. gospodarstw chłopskich, w których pracowało 230 tys. poddanych. Hetman Koniecpolski, stojący na czele ekspedycji przeciwko kozakom, posiadał ponad 18 tys. gospodarstw. Aż 68% całej ziemi na Ukrainie było skoncentrowane w rękach 27 rodzin. Dołączenie do kozaków uwalniało chłopów od przymusowej pracy na rzecz pana i innych licznych obciążeń. W interesie magnaterii leżało przeobrażenie kozaków w chłopów i podporządkowanie ich sobie.

### Przyczyny polityczne

#### Stosunki polityczne na terenach kozackich
Powstanie Chmielnickiego nie było pierwszym kozackim wystąpieniem zbrojnym przeciwko Rzeczypospolitej. Poprzedzały je liczne wcześniejsze bunty i rebelie, m.in. Kosińskiego, Nalewajki czy Pawluka. Po stłumieniu tego ostatniego nastąpiły surowe represje wobec Kozaków i chłopów, którzy z nimi sympatyzowali, szlachta karała śmiercią chłopów, którzy przyłączyli się do powstania. W 1638 Sejm przyjął, z inicjatywy zwycięskiego hetmana Stanisława Koniecpolskiego konstytucję Ordynacja wojska zaporoskiego regestrowego w służbie Rzeczypospolitej będącego. Miała ona charakter represyjny, pozbawiała przywilejów wszystkich Kozaków niewpisanych do niewielkiego (6 tys.) rejestru, efektywnie przeobrażając ich w chłopów pańszczyźnianych. Wzbudziło to kolejny bunt, który również został stłumiony.
Ponadto postanowiono odbudować twierdzę Kudak na Dnieprze, która miała powstrzymać podobne rebelie w przyszłości.

#### Plany wojny tureckiej króla Władysława IV
Na przełomie lat 30. i 40. XVII wieku król Władysław IV, wspólnie z hetmanem Stanisławem Koniecpolskim, zaczął planować walną rozprawę z Turcją i Chanatem Krymskim. Wojna ta miała doprowadzić do opanowania tego ostatniego, w wyniku czego Rzeczpospolita na tym terenie, wolna od ustawicznych najazdów tatarskich, mogłaby się normalnie rozwijać. Kanclerz Jerzy Ossoliński namawiał zaś króla do wykorzystania wojska zebranego na tę wojnę i ograniczenia demokracji szlacheckiej wskutek zamachu stanu.
Kiedy w 1646 r. hetman Koniecpolski zmarł, król stracił najważniejszego doradcę. Mimo to postanowił kontynuować swe zamierzenia i rozpoczął wydawanie listów przypowiednich na przyszłą wojnę, z których znaczna część skierowana była właśnie do Kozaków. Dla kozaczyzny wieści o zbliżającej się wojnie były jak najbardziej zadowalające – oznaczały powiększenie rejestru, ewentualne łupy i przywileje polityczne. Na Sejmie, obradującym pod koniec 1646, postawiono, oficjalnie już, sprawę przyszłej wojny. Szlachta, przeczuwająca zamierzenia króla związane z zamachem stanu, była do pomysłu nastawiona niechętnie czy wręcz wrogo. Zmuszono króla do publicznego wyrzeczenia się planów, rozwiązania zaciągniętych już oddziałów, a ponadto ograniczono liczebność gwardii królewskiej do 1600 żołnierzy.
Decyzje te miały oczywisty wpływ na nastawienie Kozaków. Wyprawiali oni do króla liczne poselstwa (brał w nich udział Chmielnicki), podczas których Władysław IV miał się rzekomo solidaryzować z Kozakami i wręcz namawiać do buntu. Takie zachowanie dawało przyszłym powstańcom Chmielnickiego argument propagandowy – głosili oni, że walczą z polecenia króla, nie przeciwko Rzeczypospolitej, ale przeciwko magnaterii i szlachcie.

## Wstępna faza powstania

### Ucieczka Chmielnickiego na Sicz
Bohdan Chmielnicki był przedstawicielem wyższej warstwy kozackiego społeczeństwa (tzw. starszyzny). Był szlachcicem, dysponował majątkiem ziemskim. Po stłumieniu rebelii Pawluka został setnikiem kurenia czehryńskiego. Zetknął się tam, z mianowanym po śmierci hetmana Stanisława Koniecpolskiego przez jego syna Aleksandra, podstarościm Czaplińskim, który, w typowy dla ówczesnych czasów sposób, tj. poprzez zajazd, zagrabił majątek Chmielnickiego (chutor Subotów – część królewszczyzny dzierżawionej przez Koniecpolskich), nadany ongiś Chmielnickiemu przez hetmana Koniecpolskiego. Czapliński uwiódł także żonę Chmielnickiego i próbował zabić syna, a na niego samego zorganizował zamach. Chmielnicki szukał bezskutecznie sprawiedliwości w polskich trybunałach, a nawet u króla. Kiedy to nie poskutkowało, postanowił wymierzyć sprawiedliwość własnymi rękoma.
Chmielnicki postanowił wykorzystać wrzenie na kozaczyźnie i pomścić krzywdy własne i całego wojska zaporoskiego.
We wrześniu 1647 r. Chmielnicki zawiązał sprzysiężenie niezadowolonej starszyzny kozackiej z sytuacji na tych terenach. Spisek wykryto w wyniku donosu. Chmielnicki został aresztowany i osadzony w więzieniu w Kryłowie. Donosy nie wystarczyły jednak na uzyskanie wyroku skazującego i Chmielnickiego zwolniono za poręczeniem. Kiedy przyszły hetman odzyskał wolność, od razu rozpoczął przygotowania do ucieczki na Sicz. Przede wszystkim wykradł listy królewskie esaułowi Iwanowi Barabaszowi, które miały mu pomóc uzyskać przychylność siczowego „towarzystwa”. 11 grudnia przybył na Sicz w towarzystwie ok. 200 konspiratorów oraz ok. 300 okolicznych rybaków i myśliwych i natychmiast rozpoczął agitację na rzecz obalenia restrykcyjnych ustaw z 1638 r.

### Sojusz kozacko-tatarski
Dopiero 4 lutego udało się Chmielnickiemu ostatecznie nakłonić Kozaków zaporoskich do wzięcia udziału w spisku. Niewykluczone, że okłamał ich, iż działa z polecenia króla. Natychmiast po przejęciu dowództwa nakazał zniszczyć wszystkie czółna zdolne do żeglugi po Dnieprze, a także zagarnął znajdujące się tam zapasy żywności. W dniach 5–9 lutego toczyły się drobne utarczki powstańców z siłami pułkowników: Wadowskiego i Krzeczowskiego. Chmielnicki próbował, wówczas bezskutecznie, nakłonić służących pod ich rozkazami Kozaków do przejścia na jego stronę. Drobne starcia zakończyły się 9 lutego, kiedy obaj pułkownicy wycofali swoje siły do Kryłowa.
Po zakończeniu walk postanowił Chmielnicki przygotować się starannie do reakcji strony polskiej. Przede wszystkim rozesłał po całej krainie swoich szpiegów, którzy mieli agitować wśród miejscowej ludności za powstaniem. Ponadto zrozumiał, że jego własne siły nie wystarczą do pokonania wojska polskiego, dlatego musi znaleźć sojusznika za granicą. Zastana sytuacja międzynarodowa nie pozostawiała mu wielkiego wyboru: z trzech ościennych państw Rosja była zdecydowanie wroga kozactwu, a Turcja zbyt zajęta wojną z Wenecją. Jedynie Tatarzy wydawali się skłonni udzielić pomocy, gdyż po objęciu władzy przez chana Islama Gireja stronnictwo antypolskie (na czele z Tuhaj-bejem) wzięło górę.
Właściwe pertraktacje kozacko-tatarskie poprzedziła wymiana jeńców. Na początku marca 1648 stanęło na Krymie właściwe poselstwo Chmielnickiego, na czele z atamanem Krysą, i synem hetmana, Tymofiejem. Posłowie z łatwością przekonali (dysponowali wszak listami królewskimi wykradzionymi przez Chmielnickiego) chana o groźbie polskiej inwazji, której ten obawiał się od dawna. Ponadto sam hetman decydował się przejść na islam i krew swoją przelewać za sprawę islamskiej wiary. Ostatecznym impulsem, który wpłynął na decyzję chana był głód, który od ówczesnego roku panował na Krymie.
Ostateczne przymierze zawarto w połowie marca w Bakczysaraju. Ustalono, że Tatarom przypadną w łupie ludzie i zwierzęta, a Kozakom biżuteria, złoto i szaty. Ponadto Islam III Girej przydzielał Kozakom korpus pomocniczy, a w razie powodzenia powstania obiecywał znaczniejsze siły. Trzon tatarskiego korpusu stanowiło ok. 6000 jazdy pod wodzą Tuhaj-beja. Te siły dotarły na Sicz w pierwszej połowie kwietnia i połączyły się z wojskami Chmielnickiego.
W trakcie pertraktacji i zaraz po zawarciu przymierza Chmielnicki rozpoczął akcję dyplomatyczną mającą na celu uśpienie czujności hetmana Mikołaja Potockiego. Ciągle mamił go zapewnieniami o wierności królowi i wysyłał posłów, korzystając przy tym z poparcia stronnictwa ugodowego, na czele z wojewodą Adamem Kisielem. Podobną akcję przeprowadzili Tatarzy, który wysłali poselstwo do księcia Jeremiego Wiśniowieckiego. Wobec fiaska „rokowań” i po konsultacji z wojewodą Kisielem, hetman zdecydował się 9 kwietnia na podjęcie działań zbrojnych.

### Przegląd sił walczących stron w przededniu walk

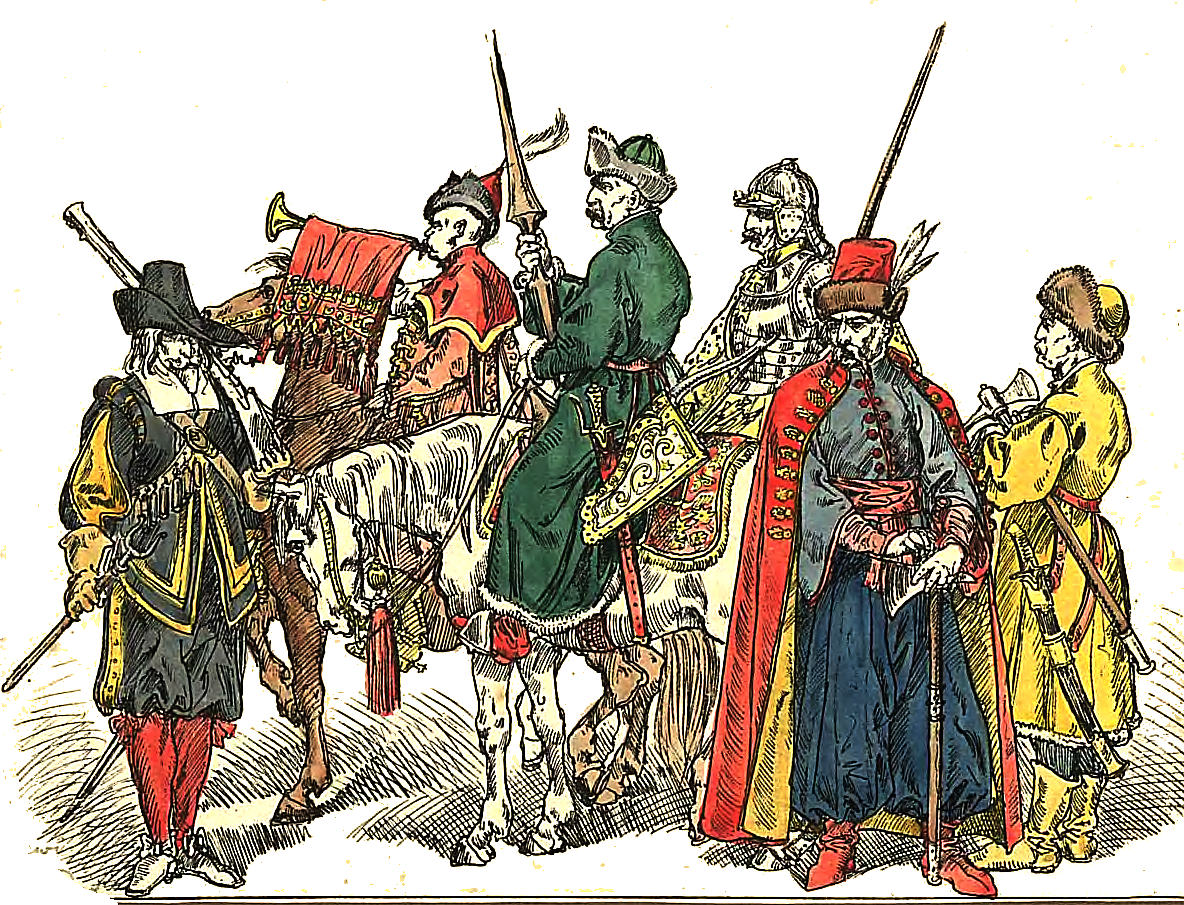
Żołnierze polscy 1633–1668

#### Polacy
20 stycznia 1648 r. stacjonujący w Barze hetman Mikołaj Potocki zdecydował o przeniesieniu swej kwatery do Korsunia i naznaczył tam punkt zborny dla żołnierzy schodzących z leży zimowych. Do Korsunia dowództwo polskie przybyło 20 lutego i oczekiwało na skupienie wszystkich sił, prowadząc jednocześnie rokowania z Chmielnickim.
Wojska, którymi dysponował Potocki, składały się zasadniczo z trzech części. Najwartościowszą ich część stanowiły zaciężne oddziały kwarciane, liczące ok. 4000 żołnierzy, w tym kilka regimentów znakomitej niemieckiej piechoty (złożonej z weteranów wojny trzydziestoletniej). Kolejną część wojska stanowiły tzw. milicje magnatów kresowych, głównie Zasławskich. Były to dobrze wyszkolone i wyposażone oddziały najemne, ale niechętne do współpracy z resztą armii. Elementem najbardziej niepewnym byli kozacy rejestrowi, znajdujący się na żołdzie Rzeczypospolitej, ale skłaniający się ku powstańcom. Siły te liczyły łącznie 12 do 15 tys. żołnierzy. Ponadto na Zadnieprzu stacjonował książę Wiśniowiecki ze swoimi wojskami liczącymi ok. 4000 ludzi, ale połączenie się z nim okazało się chwilowo niemożliwe ze względów logistycznych (na Dnieprze brakowało wystarczającej liczby łodzi do przetransportowania wojska). Biorąc pod uwagę realia XVII-wiecznej Rzeczypospolitej, siły te mogły uchodzić za całkiem spore.
Dużo gorzej przedstawiała się kwestia morale żołnierzy. Kozacy w służbie polskiej byli rozgoryczeni, źle opłacani i niekarni. Wobec tego pisarz wojska zaporoskiego, Jacek Szemberg, zmuszony był rozpuścić część oddziałów. Głównym dowódcą był hetman wielki koronny Mikołaj Potocki – człowiek zarozumiały, mający przesadne mniemanie o swoich zdolnościach i lekceważący wroga, a przy tym notorycznie nadużywający alkoholu.

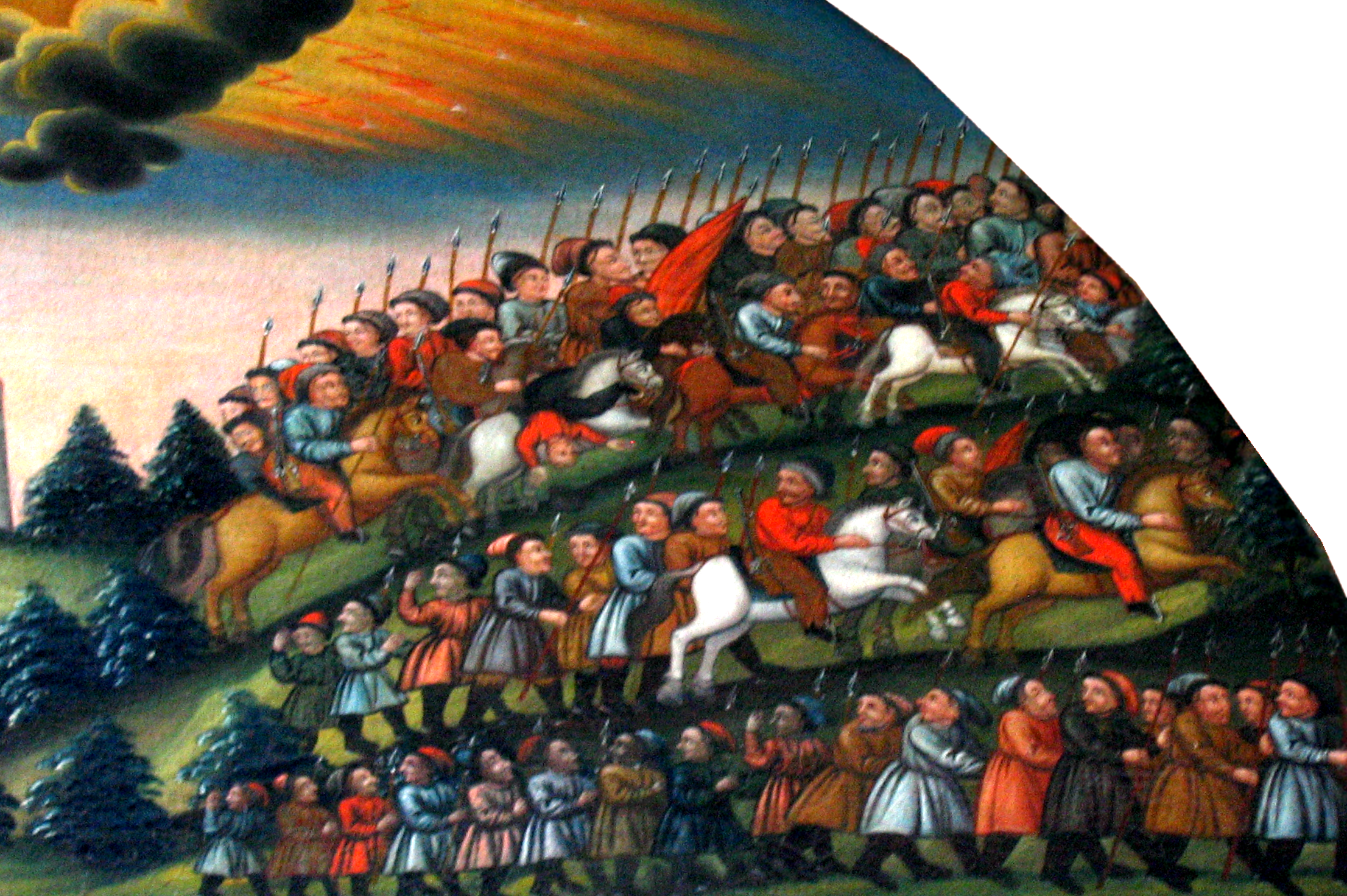
Wojska kozackie w 1648

#### Kozacy
Armia będąca pod rozkazami Chmielnickiego składała się z dwóch zasadniczych części: sił kozackich i posiłków tatarskich.
Pod bezpośrednim dowództwem Chmielnickiego znajdowali się tylko Kozacy, którzy zdecydowali się poddać pod zwierzchnictwo hetmana jeszcze na Siczy. Stanowili oni kozacką awangardę – byli to żołnierze najodważniejsi, świetnie wyszkoleni i obznajomieni ze sztuką wojenną. W boju najsprawniej czuli się walcząc pieszo, stosując technikę walki zza taboru, którą doprowadzili do perfekcji. Wspomagała ich pewna liczba zbiegłych chłopów i czerni, którzy przyłączyli się do Chmielnickiego, licząc na łupy wojenne. W sumie ta część armii powstańczej liczyła od 4 do 6 tys. ludzi.
Pod formalną zwierzchnością Chmielnickiego znajdował się też sojuszniczy korpus Tuhaj-beja. W praktyce jednak była to formacja samodzielna, obozująca osobno i wspomagająca Kozaków jedynie w bitwach. Posiłki tatarskie składały się wyłącznie ze znakomitej lekkiej jazdy uzbrojonej w łuki i liczyły, jak już wspomniano wyżej, ok. 6 tys. ludzi. Tuhaj-bej nie angażował się zbytnio w konflikt i kierował się partykularnym interesem tatarskim, jakim było zdobycie jak największej liczby jasyru.
Zdaniem Władysława Czaplińskiego liczebność powstańców ocenia się na 10 do 12 tys., a więc mniej więcej tyle samo, co wojska pod bezpośrednim dowództwem Potockiego (a mniej, jeżeli brać pod uwagę dywizję Wiśniowieckiego). Ponadto wojska polskie górowały nad powstańcami wyszkoleniem i uzbrojeniem. Za to czynniki terenowe sprzyjały wojskom Chmielnickiego – wiosenne roztopy utrudniały poruszanie się i walkę ciężkiej konnicy (która stanowiła trzon wojska polskiego). Wódz kozacki zapewnił też sobie wsparcie wywiadowcze – w oddziałach polskich znajdowali się szpiedzy, agitujący wśród Kozaków rejestrowych za powstaniem. Ponadto Chmielnicki liczył na pomoc miejscowej ludności ruskiej.

## Strategia i poszczególne bitwy

### Polskie założenia strategiczne

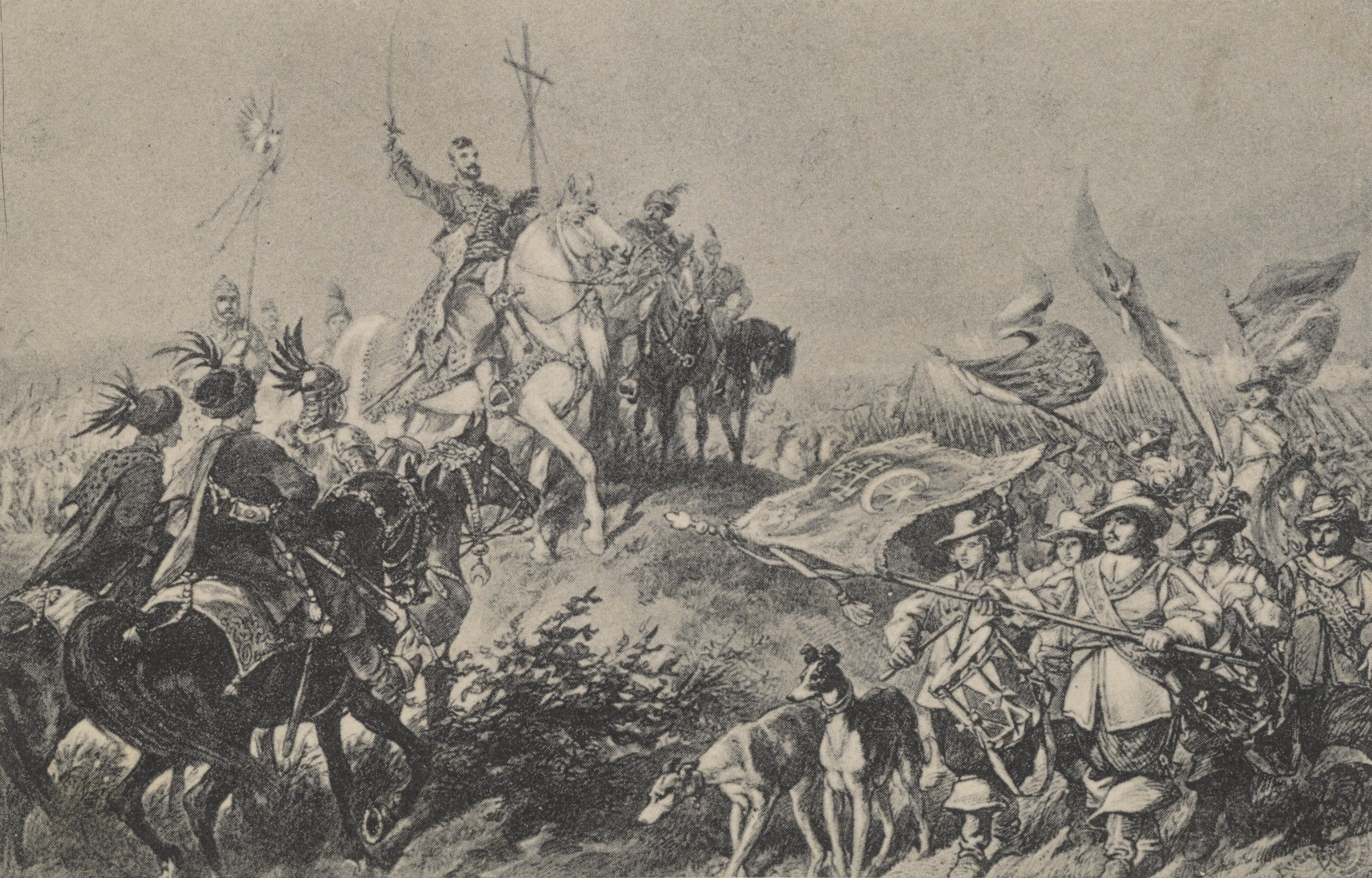
Wymarsz oddziałów Jeremiego Wiśniowieckiego z Łubniów w 1648 roku

Hetman Mikołaj Potocki planując operację przeciwko Kozakom oparł się na fałszywych wiadomościach wywiadowczych. Liczebność przeciwnika oceniał na 1500 do 2000 „hultajstwa”. Był więc przekonany, że walka będzie krótka i jedna zwycięska bitwa wystarczy, by spacyfikować bunt, tak jak się to działo dotychczas. Obawiał się też, że zwlekając z konfrontacją zbrojną, pozwoli Tatarom na zdobycie jasyru, a ponadto twierdził, że przenosząc teren walki na północ, pozwoli Chmielnickiemu wywołać ferment wśród chłopstwa.
Mając więc na uwadze względy pozawojskowe, Potocki podzielił swą armię na trzy dywizje: pierwsza, złożona z Kozaków rejestrowych pod dowództwem pułkownika Krzeczowskiego, płynęła Dnieprem, mając zablokować buntownikom główną arterię komunikacyjną w tym rejonie. Druga, pod dowództwem Stefana Potockiego, wyruszyła przeciwko powstańcom lądem. Trzecia, pod osobistym dowództwem hetmana, stanowiła odwód strategiczny i stacjonowała między Korsuniem a Czerkasami. Ponadto na Zadnieprzu pozostawała dywizja Wiśniowieckiego, która również, z polecenia Potockiego, pozostawała w odwodzie.

### Od Żółtych Wód do Korsunia
Wiadomość o ciężkich walkach nad Żółtymi Wodami dotarła do obozu hetmańskiego już czwartego maja. Wywołała ona piorunujące wrażenie u beztroskiego dotychczas Potockiego. Hetman wykazał się całkowitą bezradnością. Nie ruszył, wbrew wcześniejszym założeniom, na pomoc synowi, mimo iż szybka reakcja mogła zmienić losy bitwy. Wysłał natomiast rozkaz do oddziału płynącego Dnieprem (nie wiedział jeszcze o zdradzie), i uniwersały, wzywające magnatów do stawienia się w obozie. Na uniwersał pierwszy odpowiedział Adam Hieronim Sieniawski, który przybył już piątego maja wraz z tysiącem żołnierzy. Tego samego dnia hetman wysłał list do króla, w którym informował jedynie o drobnych potyczkach w rejonie Żółtych Wód. Następnego dnia wojska Potockiego zasiliła dywizja wysłana przez księcia Wiśniowieckiego w sile ok. 800 ludzi.
Cała armia hetmańska, licząca teraz ok. 4500 żołnierzy, wyruszyła dopiero 7 maja i w cztery dni później stanęła obozem za Czehryniem, ok. 10 km od miejsca bitwy. Tego samego dnia przybył z posiłkami książę Zasławski (ok. 1000 żołnierzy). Nadeszła także wieść o zdradzie oddziału Kozaków płynącego Dnieprem. Nieliczni jeńcy, wyłapani przez oddziały zwiadowcze informowali o olbrzymiej tatarskiej armii, liczącej rzekomo 50 tys. ludzi. 13 maja hetman ruszył na pomoc synowi, jednak w połowie drogi zawrócił, bojąc się przewagi liczebnej wroga.
Informacja o klęsce nad Żółtymi Wodami i śmierci syna dotarła do Potockiego 19 maja. Hetman, przybity osobistym nieszczęściem, wydał rozkaz pospiesznego odwrotu. 23 maja wojska stanęły pod Korsuniem – tu okopano się i postanowiono czekać na Jeremiego Wiśniowieckiego, któremu jeszcze w drodze polecono połączyć się z armią hetmańską.

### Bitwa pod Korsuniem

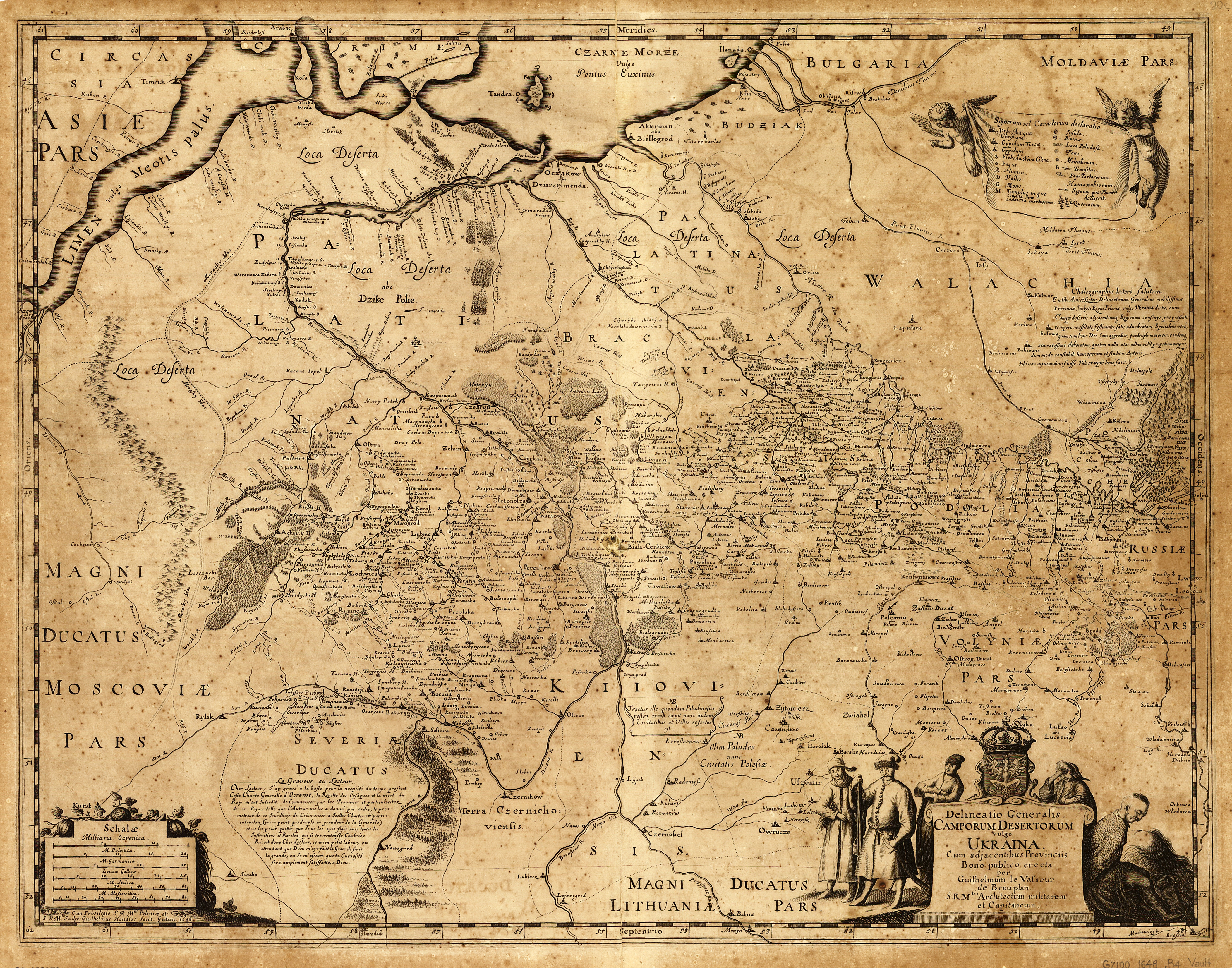
Delineatio Generalis Camporum Desertorum vulgo Ukraina. Cum adjacentibus Provinciis Mapa Wilhelma Beauplana z 1648 wykonana na zlecenie Władysława IV obejmująca województwa: kijowskie, bracławskie, czernihowskie, podolskie i wołyńskie. Północ na dole mapy

### Działania wojenne latem i jesienią 1648
Klęska pod Korsuniem wywarła olbrzymie wrażenie na opinii publicznej w całej Rzeczypospolitej. Mówiono o Polonorum Cannae (polskich Kannach) i calamitiosus status Reipublicae (nędznym stanie Rzeczypospolitej). Obawę o przyszłe losy państwa powiększyła jeszcze wiadomość o zgonie Władysława IV, która zbiegła się niemal jednocześnie z informacją o Korsuniu.
Jednakże porażka w bitwie, mimo iż komplikowała sytuację i oddalała zwycięstwo, wcale nie oznaczała klęski w wojnie. Na kresach były jeszcze wojska, które mogły przeważyć szalę zwycięstwa: przede wszystkim Jeremi Wiśniowiecki ze swoją, teraz już ok. sześciotysięczną doborową armią. Na tereny objęte powstaniem maszerowały już także oddziały koronne z głębi kraju (m.in. doborowa gwardia królewska, licząca 1600 żołnierzy), a także liczne oddziały magnackie, które nie zdążyły jeszcze wejść do walki (np. milicje Koniecpolskich czy Lubomirskich). Ponadto z korsuńskiego pogromu ocalał oddział jazdy płk. Koryckiego (ok. 1500 ludzi, w tym w większości czeladź obozowa).
Tymczasem Chmielnicki, święcący tryumfy, rozbił obóz pod Białą Cerkwią i tu 3 czerwca podejmował chana, który przybył odebrać hołd lenny wraz z 11 tys. wojskiem. Już następnego dnia Tatarzy odeszli z ogromnymi łupami i jasyrem, zostawiając powstańców samych sobie. Kozacki wódz rozumiał, że prowadzenie dalszych działań wojennych na tak dużą skalę nie jest możliwe – dostępu do głębi kraju broniły potężne twierdze i miasta (Kamieniec Podolski, Bar, Lwów). Postanowił więc przeczekać i zreorganizować swoje wojska (które cały czas zasilali zbiegli chłopi), mamiąc wroga mirażem pokoju. Propozycja rozejmu spotkała się z uznaniem partii pokojowej, która zdobyła wpływy po śmierci króla. Kierujący polityką państwa kanclerz wielki koronny Jerzy Ossoliński powierzył negocjacje Adamowi Kisielowi.
Propozycja pokojowego rozwiązania sporu spotkała się z wrogością frakcji „jastrzębi”, którym przewodził Wiśniowiecki. Jego stacjonującym na Zadnieprzu wojskom zagrażały znaczne siły przeciwnika, wobec czego postanowił wycofać się w głąb kraju i oczekiwać na nadchodzące posiłki. W połowie czerwca dywizja książęca przekroczyła Dniepr (pod Lubeczem), a w drugiej połowie lipca odniosła zwycięstwo w potyczce pod Konstantynowem.
Wszystkie te działania Wiśniowieckiego były obliczone na zerwanie negocjacji pokojowych. Tymczasem ściągające z wolna wojsko pozbawione było dowództwa – obaj hetmani znajdowali się wszak w niewoli. Interrex Maciej Łubieński mianował trzech regimentarzy: Dominika Zasławskiego, Mikołaja Ostroroga i Aleksandra Koniecpolskiego (od czasów Stefana Batorego urząd hetmana był w Rzeczypospolitej dożywotni, zresztą godność tę mógł nadawać tylko koronowany monarcha). Nominacje te miał skomentować Chmielnicki, określając regimentarzy mianem: „pierzyny” (aluzja do rozwiązłego życia Dominika Zasławskiego), „łaciny” (aluzja do uczoności i braku talentów wojskowych Mikołaja Ostroroga) i „dzieciny” (ze względu na młody wiek Aleksandra Koniecpolskiego). Za wyborem tym stał Jerzy Ossoliński. Kanclerz celowo pominął księcia Wiśniowieckiego, który, z racji talentów wojskowych i znajomości wroga, był naturalnym kandydatem na tymczasowego wodza. Był to element skomplikowanej polityki Ossolińskiego.
Na początku września nowo sformowana armia, na którą składały się: zawodowe poczty magnackie, gwardia królewska, przeszkoleni poddani z dóbr królewskich, a wreszcie dywizja Wiśniowieckiego (łącznie ok. 30 tys. żołnierzy) stanęła pod Kamieniem Czołhańskim na Wołyniu, a stamtąd ruszyła w kierunku wroga.

### Ostatnie boje roku 1648
Zwycięstwo pod Piławcami uczyniło Chmielnickiego faktycznym panem tej krainy. Tryumfujący hetman podjął teraz próbę pokonania ostatniej przeszkody na drodze do serca Rzeczypospolitej, a więc potężnych twierdz: Lwowa i Zamościa.

#### Oblężenie Lwowa
Stan przygotowania Lwowa do oblężenia pozostawiał wiele do życzenia. Nad miastem górował potężny z pozoru Wysoki Zamek, ale w rzeczywistości była to budowla stara, pamiętająca jeszcze czasy Kazimierza Wielkiego. Samo miasto, otoczone dawno nie remontowanym ceglanym murem nie mogło zbyt długo powstrzymać oblegających, dysponujących przecież liczną artylerią. Na krótko przed oblężeniem do miasta dotarły oddziały uciekające spod Piławiec, na czele z Jeremim Wiśniowieckim. Lwowianie liczyli, że książę zostanie w mieście i jego wojsko zasili szeregi obrońców. Wiśniowiecki wyjechał jednak z miasta, udając się do Warszawy na sejm elekcyjny. Wydaje się, że przedtem nakazał jakieś drobne prace remontowe i pozostawił niewielki oddział swoich żołnierzy (zapewne fachowców od artylerii), chociaż informacje te nie mają pokrycia w źródłach.
Wrogie wojska przybyły pod Lwów w pierwszych dniach października. Chmielnicki wiedział, że zdobycie miasta, wbrew pozorom, nie jest sprawą prostą, zwłaszcza że jego wojska składały się już wtedy w dużej części z czerni. Kozacki wódz postanowił wykorzystać efekt psychologiczny – doborowe oddziały pod dowództwem Maksyma Krzywonosa otrzymały rozkaz zdobycia Wysokiego Zamku. Twierdza upadła szybko, mimo iż sam dowódca poniósł ciężkie rany, w wyniku których wkrótce zmarł. Okrucieństwa, jakich zdobywcy dopuścili się na wziętych do niewoli obrońcach skłoniły mieszkańców miasta do negocjacji kapitulacyjnych. W czasie rozmów ustalono, że oblężenie zostanie zwinięte w zamian za niebagatelny okup w wysokości 365 tys. złotych. Od oblężenia odstąpiono w listopadzie 1648 r.

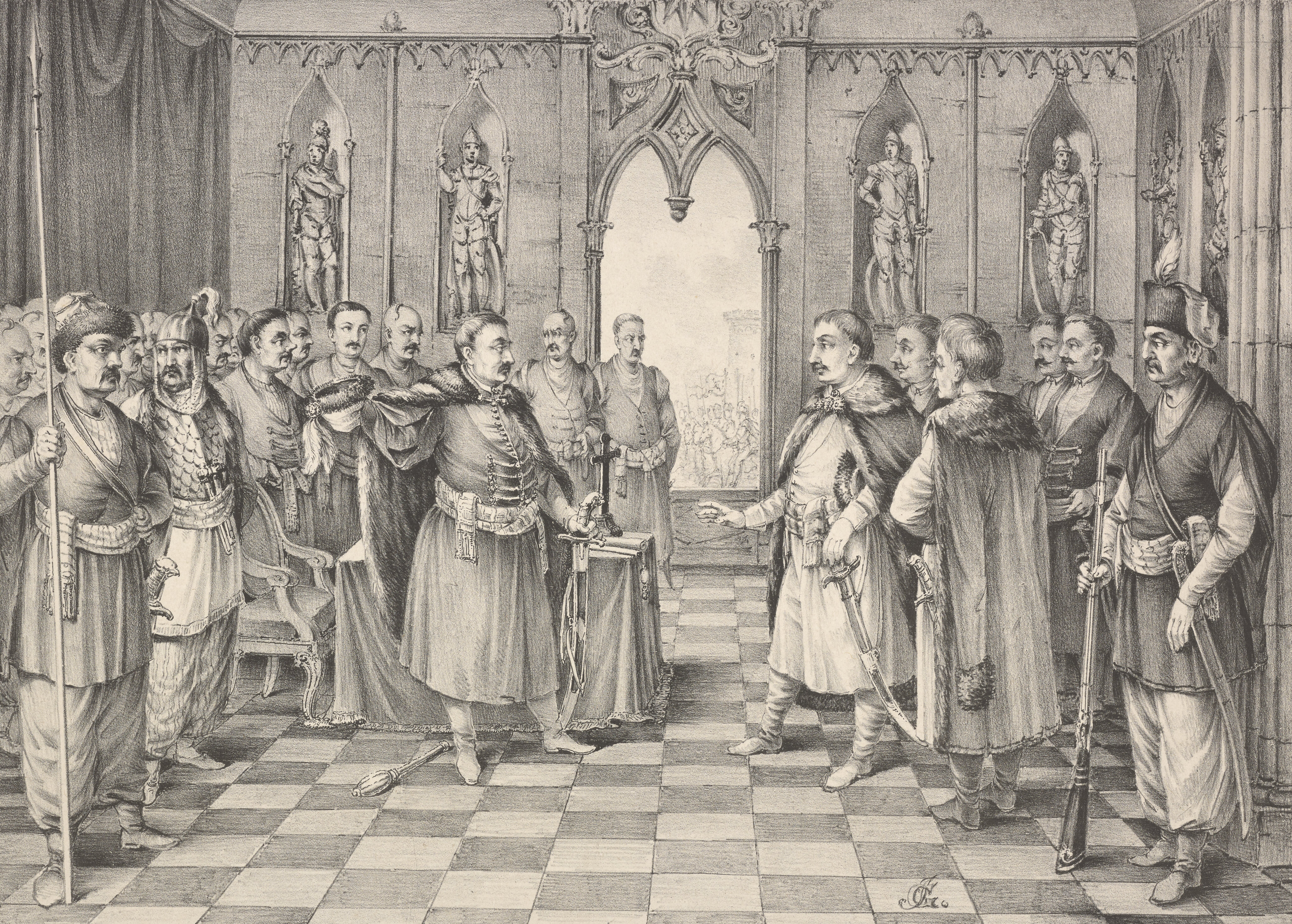
Poseł Jakub Śmiarowski negocjuje z Bohdanem Chmielnickim warunki odstąpienia wojsk kozackich od oblężonego Zamościa

#### Oblężenie Zamościa
Na przełomie października i listopada kozacka armia podeszła pod Zamość. Bohdan Chmielnicki podjął próbę zdobycia tego miasta-twierdzy, ale bez wiary w sukces. W I poł. XVII wieku Zamość był najnowocześniejszą i najpotężniejszą twierdzą w Rzeczypospolitej i Europie Wschodniej. Okalały go potężne fortyfikacje z licznymi bastionami. O stan techniczny murów, artylerii oraz liczebność załogi stale dbał Jan Sobiepan Zamoyski – III Ordynat Zamojski (a także szwagier Jeremiego Wiśniowieckiego).
Siły najeźdźców szacowano na kilkanaście tysięcy ludzi. Twierdzy broniło około 4700 ludzi (w tym 2100 piechoty, 200 rajtarów, 1400 szlachty i 1000 mieszczan) pod dowództwem kasztelana elbląskiego Ludwika Weyhera i margrabiego Władysława Gonzagę Myszkowskiego. W mieście schroniło się wielu uciekinierów z okolicznych wsi i miasteczek, a nawet z Rusi, Podola i Wołynia. Podczas oblężenia uwidoczniła się wada konstrukcyjna twierdzy. Kozacy przekopali groblę szczebrzeską i spuścili wodę ze stawu, odsłaniając południową część fortyfikacji. Zmusiło to obrońców do skoncentrowania na tym odcinku dużych sił. Bohdan Chmielnicki nie miał jednak dużych dział pozwalających na zdobycie Zamościa szturmem, poza tym zbliżała się zima, do której oblegający nie byli przygotowani. Natomiast obrońcy nie mogli liczyć na odsiecz, nie posiadali także dostatecznej ilości żywności niezbędnej do wykarmienia załogi i ludności, która szukała schronienia za murami twierdzy. Dlatego już po 17 dniach zawarto korzystny dla obu stron układ o wypłaceniu przez zamościan okupu.

## Rozejm zimowy

### Nowa koncepcja wojny
Odchodzący spod Zamościa hetman zdawał sobie sprawę, że dalej już w głąb Rzeczypospolitej posunąć się nie może – zbliżała się zima, a wojsko domagało się wypoczynku. Poza tym marsz przez ziemie etnicznie obce mógł skutkować znacznym uszczupleniem sił (wojna podjazdowa). Chmielnicki postanowił więc wycofać się do Kijowa, a czas zimy wykorzystać na pertraktacje pokojowe, w celu skonsumowania politycznych owoców zwycięskiej dotychczas wojny.
Wydaje się wysoce prawdopodobne, że właśnie podczas kilkumiesięcznego rozejmu na przełomie 1648 i 1649 roku w umyśle Chmielnickiego skrystalizowała się nowa koncepcja wojny. Kozacki wódz uświadomił sobie, że wywołane przez niego powstanie zyskało całkiem nowy wymiar – wojny narodowościowej i religijnej. W ciągu niespełna kilku miesięcy szeregi jego armii urosły kilkakrotnie, w wyniku napływu zbiegłej czerni. Walczący uzyskali także nieformalne błogosławieństwo ruskiej cerkwi (pełniącej wówczas rolę Kościoła narodowego i niezależnej od Moskwy). Sama koncepcja odrębności ziem ukrainnych nie była niczym nowym, jednak dotychczas rozważano ją wyłącznie w kontekście federacji polsko-litewsko-ruskiej (zob. Rzeczpospolita Trojga Narodów). Masy chłopskie, stale prące ku wojnie, których nieformalnym przedstawicielem wśród starszyzny kozackiej był Maksym Krzywonos, domagały się natomiast od hetmana utworzenia organizmu zupełnie odrębnego.
Trudno jednoznacznie ocenić, jaki był stosunek Chmielnickiego do tej koncepcji. Jego postępowanie i słowa mogą świadczyć o pewnej niejednoznaczności. W trakcie negocjacji z poselstwem polskim otwarcie głosił, że planuje utworzenie nowego państwa. Już wkrótce do wodza zaczną przybywać poselstwa państw postronnych (np. Republiki Weneckiej, a potem także Rosji), które przyjmował niemal jak udzielny książę. Hetman zaczął też prowadzić własną politykę dynastyczną, poszukując kandydatki na żonę dla swojego syna Tymofieja (oczywiście miałby to być mariaż polityczny). Jednocześnie wciąż deklarował się jako wierny królowi poddany i pełnoprawny obywatel Rzeczypospolitej, czemu dał wyraz m.in. oddając swoją symboliczną „kreskę” na sejmie elekcyjnym za Janem Kazimierzem. Chmielnicki musiał manewrować między radykalną czernią, prącą do zupełnej suwerenności, a proponującymi federację wysłannikami Jana Kazimierza.

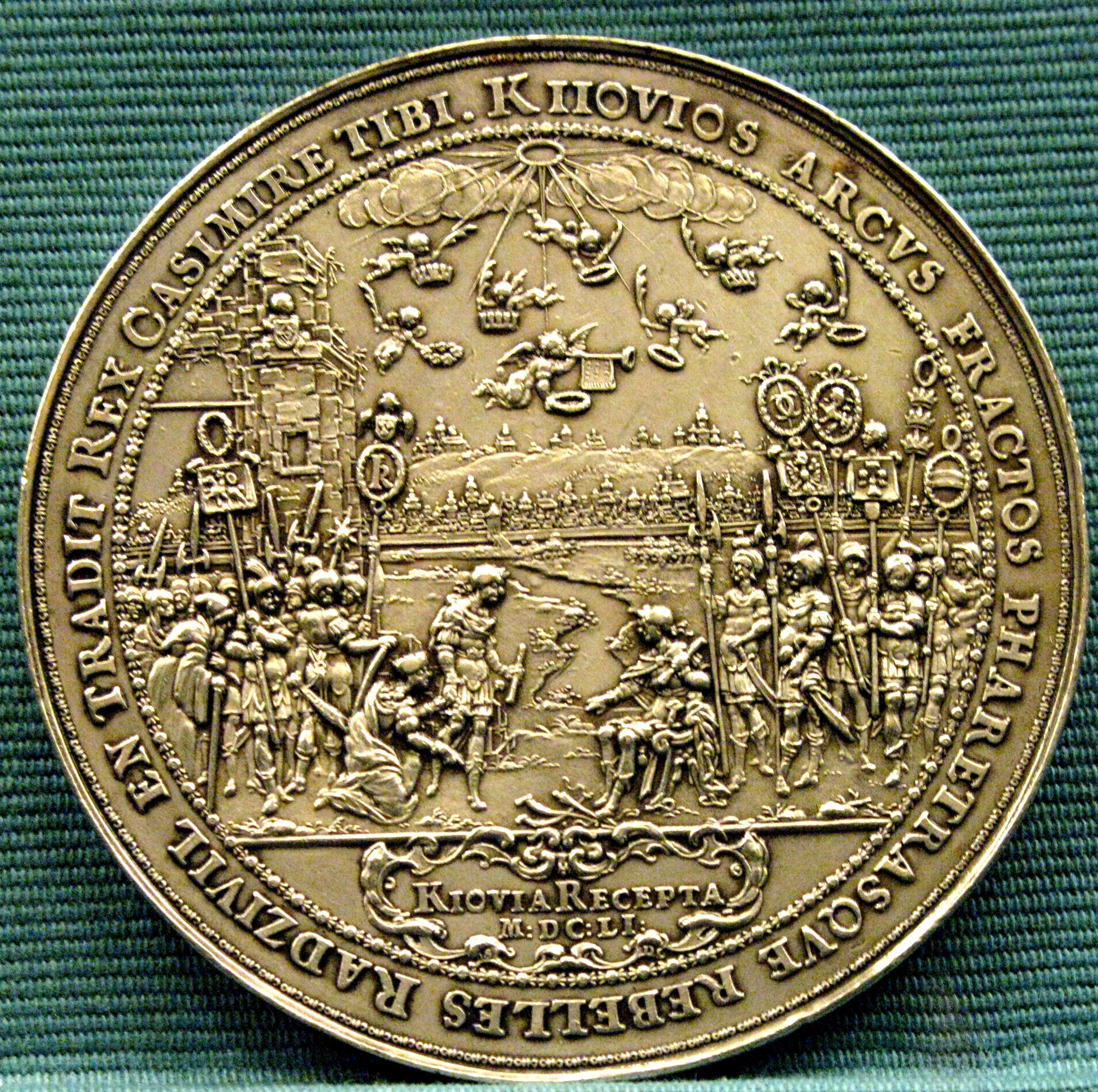
Medal wybity z okazji odzyskania Kijowa przez Janusza Radziwiłła w 1651

### Rokowania pokojowe

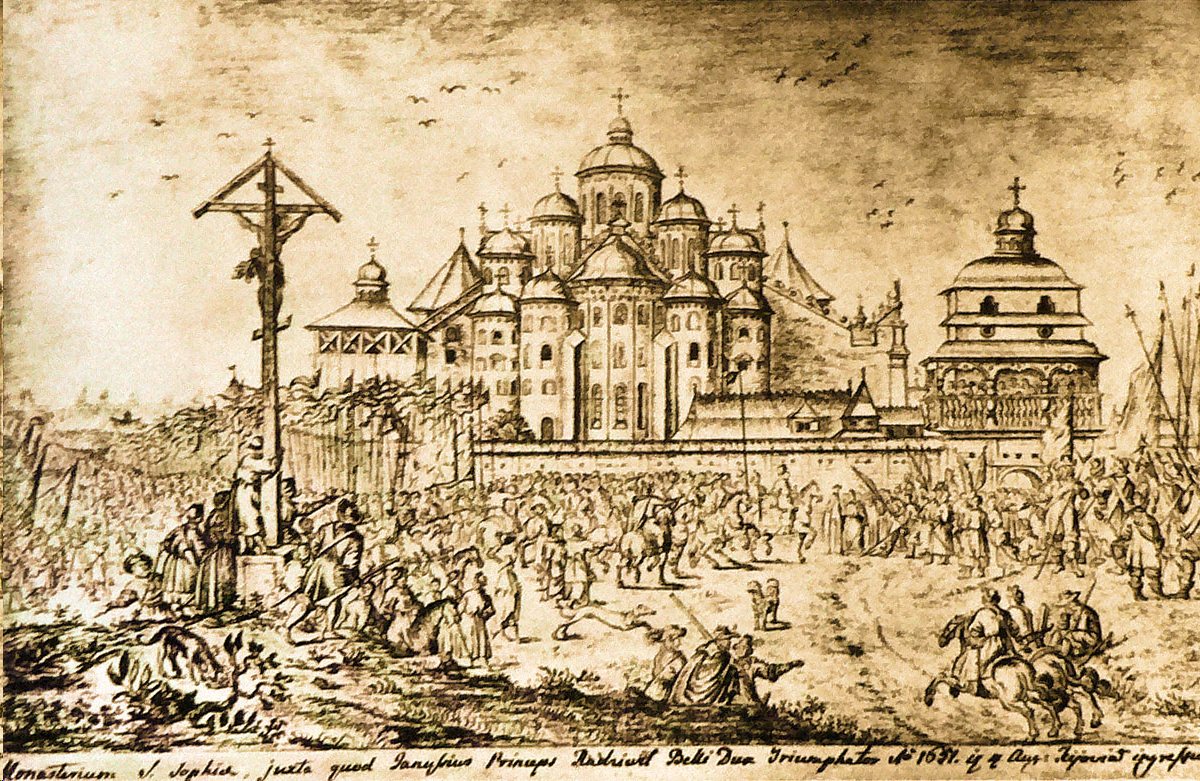
Armia litewska wkracza do Kijowa w 1651 roku, w tle Sobór Mądrości Bożej, rysunek z natury świadka tych wydarzeń Abrahama van Westervelda

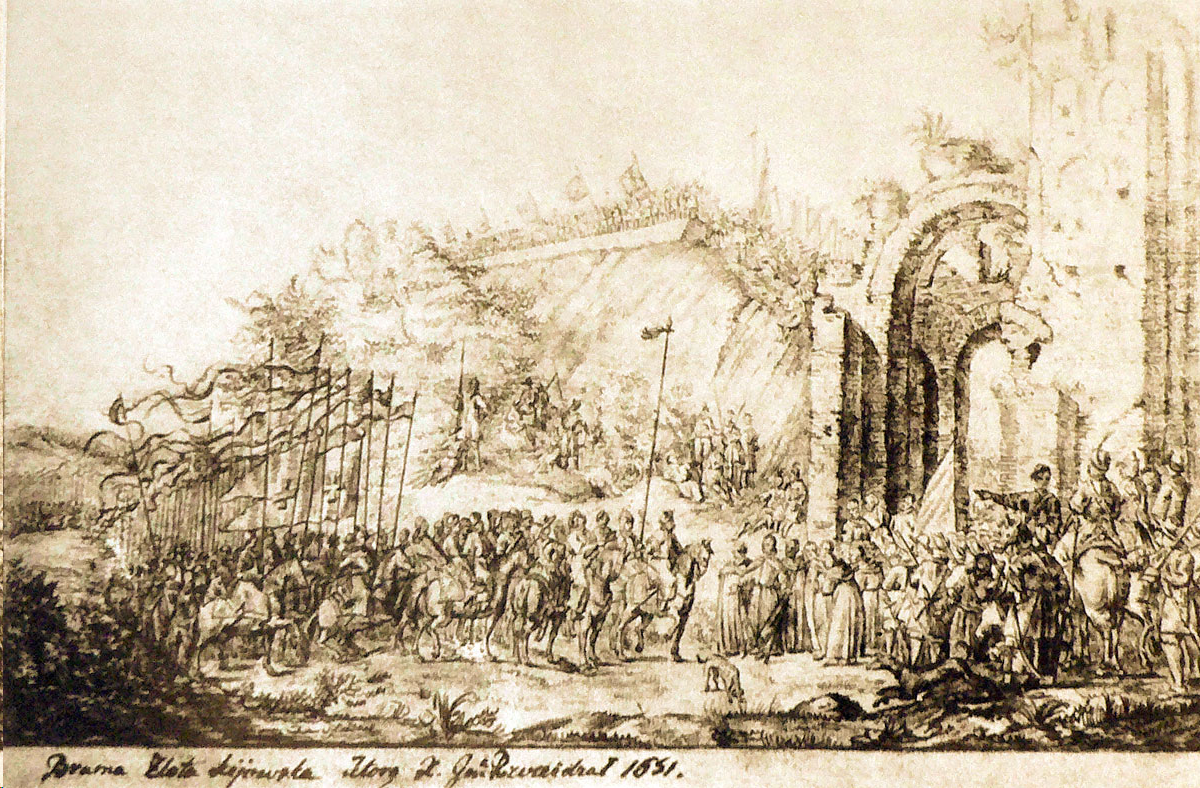
Armia litewska u stóp ruin Złotej Bramy w Kijowie w 1651 roku, rysunek Abrahama van Westervelda

20 listopada, po prawie półrocznym bezkrólewiu, sejm elekcyjny wybrał na króla Jana Kazimierza, którego koronowano 17 stycznia na Wawelu. Wybór ten oznaczał zwycięstwo frakcji pokojowej, z Ossolińskim i Kisielem na czele. Jednocześnie kanclerz Ossoliński przeforsował oddanie władzy nad wojskiem niedoświadczonym regimentarzom co osłabiło armię koronną. Jeszcze w grudniu król elekt wyraził wolę nawiązania rozmów pokojowych z Kozakami. Chmielnicki podchwycił ten ton i wyraził zgodę na przybycie komisarzy królewskich, wyposażonych w pełnomocnictwa niezbędne do zawarcia pokoju
W lutym 1649 poselstwo polskie, pod przewodnictwem Adama Kisiela, stanęło w Perejasławiu. Przywiozło kozackiemu wodzowi królewski sztandar i buławę, uznając go oficjalnie hetmanem zaporoskim (dotychczas bowiem używał tego tytułu bezprawnie). Negocjacje przebiegały w bardzo nerwowej atmosferze. Chmielnicki lżył i upokarzał posłów, lekceważył ich, często się upijając i przekładając rozmowy z dnia na dzień. Wysuwał żądania trudne do zaakceptowania. Poselstwo nie uzyskało praktycznie nic. Ustalono tylko, że rozejm potrwa do 22 maja, po czym rozmowy zostaną podjęte na nowo. W ostatni dzień rozmów Chmielnicki powiedział do Kisiela: Nie wiem jako druga komissyja stanie, jeśli mołojcy na dwadzieścia albo trzydzieści tysięcy wojska nie staną i udzielnym swym odrezanym państwem kontentować się nie będą. Po powrocie Adam Kisiel wyzbył się złudzeń co do pokoju – zrozumiał, że sam Chmielnicki utracił zupełną kontrolę nad swoim wojskiem i że wojna stała się nieunikniona.
Latem wojna rozgorzała na nowo. Kozacy i Tatarzy oblegli wtedy dobrze umocnioną twierdzę Zbaraż. Zdążające na odsiecz oddziały polskie, prowadzone przez króla, zostały zaskoczone podczas przeprawy przez rzekę pod Zborowem. Wojska polskie broniły się w otoczonym ufortyfikowanym obozie, aż po kilkudniowych walkach doszło do porozumienia między Tatarami i Polakami o zaprzestaniu dalszych walk za cenę 200 tys. talarów i pobranie jasyru w drodze na Krym. Jednocześnie doszło do podpisania ugody zborowskiej z Chmielnickim. Sprowadzała się ona do zwiększenia rejestru wojska zaporoskiego do 40 tys. i wydzielenia dla Kozaków województw kijowskiego, bracławskiego i czernihowskiego, w których władzę miała sprawować szlachta prawosławna, a armia koronna miała nie mieć tam wstępu. Chan Islam Girej został gwarantem ugody.
W 1650 roku nastąpiła przerwa w działaniach wojennych, jednak w tym czasie z niewoli kozackiej został wykupiony hetman Mikołaj Potocki, a Chmielnicki w sierpniu po wizycie posła tureckiego poddał się protekcji Porty Ottmomańskiej. 
Po rocznym okresie względnego spokoju, w lutym 1651 roku, ponownie rozpoczęły się działania wojenne od uderzenia wojsk wojewody kijowskiego Stefana Czarnieckiego na niesforne oddziały kozackie pułkownika Nieczaja. 
Pod koniec czerwca rozegrała się wielka bitwa pod Beresteczkiem, w której Tatarzy i Kozacy Chmielnickiego ponieśli walną klęskę.
Zwycięstwo nie zostało wykorzystane na skutek niechęci szlachty z pospolitego ruszenia do dalszej wojny i jej powrotu do domu, niezgody magnaterii oraz rozruchów chłopskich w Wielkopolsce i górali Aleksandra Kostki-Napierskiego na Podhalu. Dopiero po kilku miesiącach za Kozakami ruszyły jedynie koronne wojska zawodowe, które bardzo powoli i mało energicznie prowadził w kierunku Kijowa Mikołaj Potocki. W czasie tego pochodu zmarł Jeremi Wiśniowiecki. W tym czasie na północy znacznie energiczniej prowadził działania wojenne hetman polny litewski Janusz Radziwiłł, który wygrał bitwę pod Łojowem, a potem zajął Kijów. Następnie wojska koronne i litewskie się połączyły. Po dotarciu pod Białą Cerkiew doszło do bitwy z wojskami Chmielnickiego, w której Rzeczypospolita utraciła możliwość zakończenia powstania, ponieważ udział w walce wzięły tylko wojska Janusza Radziwiłła, a wojska koronne z woli hetmana Mikołaja Potockiego nie zostały wprowadzone do walki. Wyniknęła sytuacja patowa, bo obie strony nie mogły już uzyskać przewagi. W związku z tym po osobistych negocjacjach z Chmielnickim zawarto w Białej Cerkwi nowe porozumienie na znacznie gorszych dla niego warunkach niż pod Zborowem, jednak powstanie nie zostało stłumione. Ugoda była tylko taktycznym wybiegiem Chmielnickiego, bo prawie od razu została przez niego złamana, gdy wbrew jej zapisom przyjął poselstwo moskiewskie Wasyla Unkowskiego i wkrótce wysłał do Moskwy Iwana Iskrę z prośbą o protekcję.

### Aspekt mołdawski z drugiej części wojny
Bohdan Chmielnicki w 1652 roku zdecydował się na marsz swojej armii do Mołdawii w celu zmuszenia tamtejszego hospodara Bazylego Lupu do wyrażenia zgody na wydanie jego córki słynącej z urody, Rozandy Lupu, za syna Chmielnickiego, Tymofieja. Dodatkowo chciał przeciągnąć hospodara mołdawskiego na swoją stronę i zawrzeć z nim sojusz strategiczny. Do tego czasu, władca mołdawski bardzo niechętnie patrzył na rebelię kozacką i sojusz kozacko-tatarski, co więcej, niewielkie oddziały mołdawskie wspierały armię Rzeczypospolitej w wielkiej bitwie pod Beresteczkiem. Hospodar pozostawał bierny na nawoływania do ślubu i przyglądał się jedynie rozwojowi sytuacji w starciach polsko-kozackich. Jednakże po klęsce wojsk koronnych pod Batohem i wkroczeniu wojsk kozackich na ziemie mołdawskie, został zmuszony do ściślejszej współpracy z Kozakami, córka została wydana za syna Chmielnickiego, Tymofieja.
Królewski mariaż ze stroną mołdawską był dla Bohdana Chmielnickiego niezwykle cenny, albowiem wprowadzał stronę kozacką w świat dyplomatycznych relacji z najważniejszymi dworami królewskimi w Europie i dodawał honoru oraz znaczenia rodzinie Chmielnickich w Europie. Niespodziewanie jednak już rok później mariaż ten przysporzył Kozakom i Chmielnickiemu nie lada kłopotów, albowiem zaniepokojeni sojuszem kozacko-mołdawskim Jerzy II Rakoczy – Książę Siedmiogrodu oraz Mateusz Basarab – Hospodar Wołoszczyzny, przy wsparciu dyplomacji polskiej, wzniecili spisek przeciw Bazylemu Lupu. Chmielnicki został wplątany w nowy konflikt zbrojny i musiał wysyłać swe wojska pod dowództwem swego syna, by ten pomógł swojemu teściowi obronić tron. Ostatecznie jednak posiłki kozackie zostały okrążone i osaczone przez wojska wołosko-mołdawsko-polskie w twierdzy w Suczawie i w roku 1653 zostały tam pokonane, a sam Tymofiej Chmielnicki w wyniku ran tamże zmarł.

## Wybuch wojny polsko-rosyjskiej 1654–1667

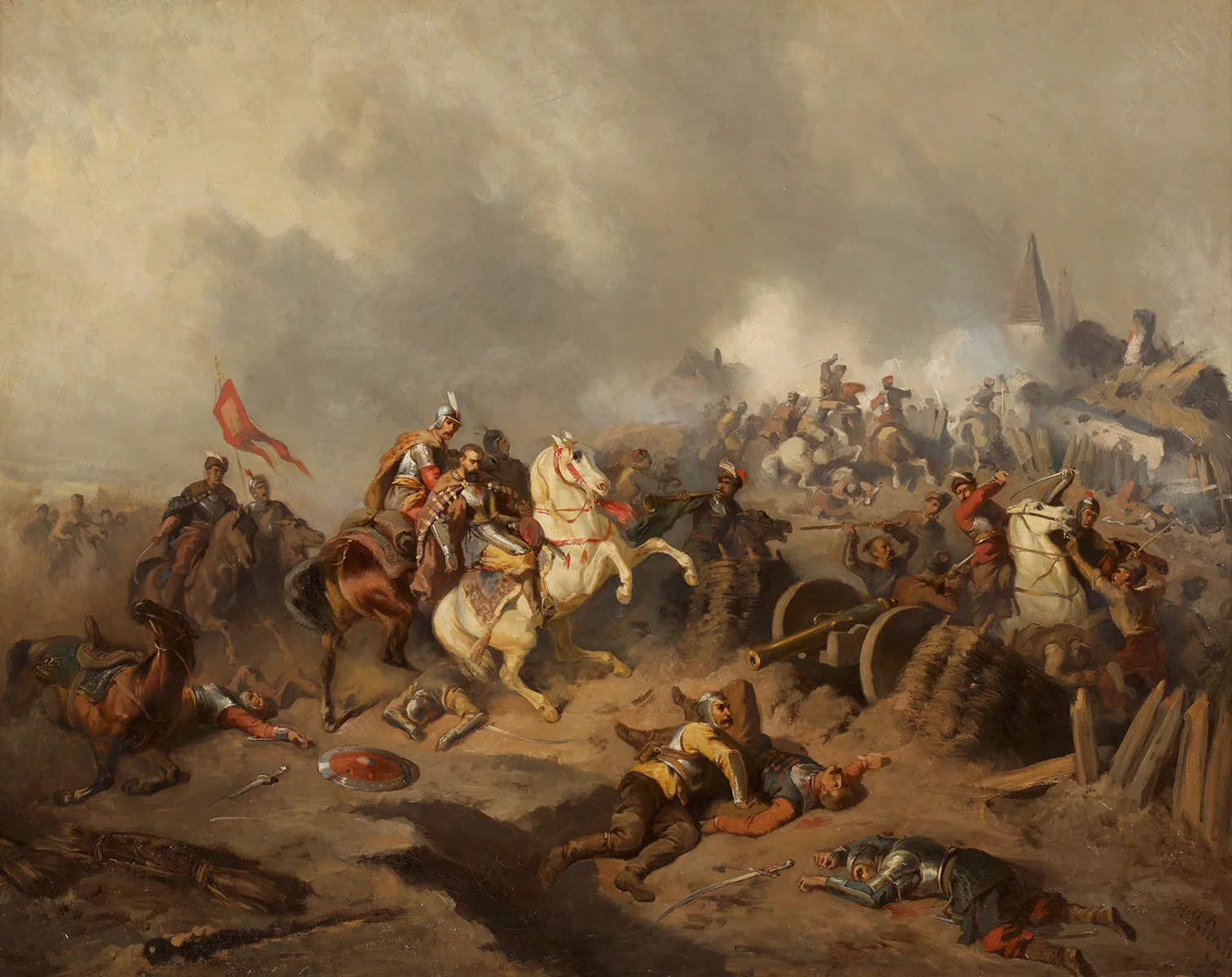
Stefan Czarniecki pod Monasterzyskami w 1653 roku, obraz Henryka Pillatiego

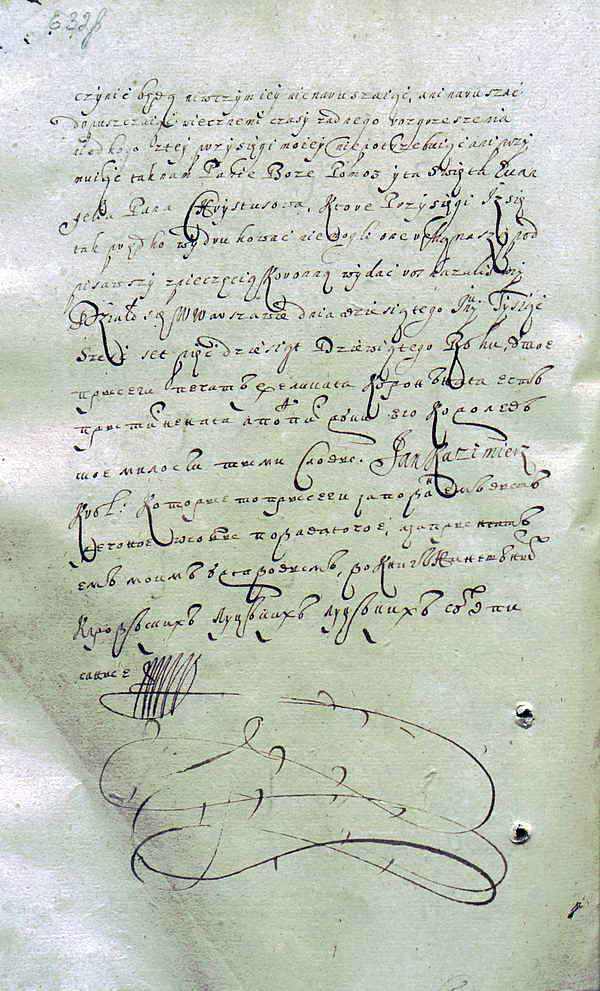
Dokument przysięgi Jana Kazimierza na tekst Unii hadziackiej 10 czerwca 1659

Powstanie kozackie tliło się jednak nadal, a jesienią zapanowała prawie w całym kraju epidemia cholery, która zdziesiątkowała ludność całej Rzeczypospolitej. Jako ostateczną datę zakończenia powstania Chmielnickiego przyjmuje się styczeń 1654 roku, gdy Chmielnicki zawarł w Perejasławiu unię o włączeniu lewobrzeżnej Ukrainy do Rosji oraz oddanie się Rady Kozackiej w opiekę carowi Rosji. Wypełniając jej postanowienia, Rosja uderzyła na Rzeczpospolitą, rozpoczynając wojnę polsko-rosyjską, która trwała aż do 1667 roku.
W listopadzie 1655 roku wojska polskie Piotra Potockiego i Tatarzy pod wodzą chana krymskiego Mehmeda IV Gireja pobili Kozaków w bitwie pod Jezierną, zmuszając Bohdana Chmielnickiego do uznania formalnej zwierzchności Rzeczypospolitej. Jak wykazała przyszłość, było to kolejne wymuszone ustępstwo taktyczne Bohdana Chmielnickiego, który nie zrezygnował z dążenia do pełnej niezależności Hetmanatu i prowadził aż do śmierci w 1657 samodzielną politykę zagraniczną, lawirując między Rzecząpospolitą, Moskwą, Szwecją, Siedmiogrodem, Chanatem Krymskim i Portą.
Po śmierci hetmana jego najbliżsi współpracownicy z Iwanem Wyhowskim na czele wznowili rozmowy z Rzecząpospolitą, które doprowadziły w roku 1658 do zawarcia pomiędzy Rzecząpospolitą a Hetmanatem Unii Hadziackiej. Unia ustanawiała Księstwo Ruskie jako trzeci równoprawny człon Rzeczypospolitej (obok Korony i Litwy), ale nie utrzymała się wobec kontrakcji Carstwa Rosyjskiego. Wojna polsko-rosyjska zakończyła się w 1667 zawarciem rozejmu andruszowskiego, który doprowadził do trwałego podziału terenów kozaczyzny między Rzeczpospolitą i Rosję. Na tereny kozaczyzny wkroczył okres ruiny.

## Wydźwięk w literaturze polskiej
Okres kozaczyzny sprzed powstania Chmielnickiego polscy literaci przedstawiali jako krainę urodzajna i „strażnicę kresowa”, której rycerstwo polskie broniło jako bramy wejściowej w głąb kraju. Zniszczenia, które ze sobą przyniosła rebelia kozacka, miały oddźwięk w ówczesnej polskiej poezji. Tak o spustoszeniu na Ukrainie pisał Józef Bartłomiej Zimorowic, poeta ze Lwowa:
Ono chłopstwo nikczemne, bezecni hultaje
szczęśliwe niegdy ruskie splondrowali kraje,
Które miodem i mlekiem przed tym opływały;
Dziś się łzą gorzkimi i krwią swą zalały.
O tym powstaniu opowiada również Henryk Sienkiewicz w Ogniem i mieczem.